# Unterschriftenmappe

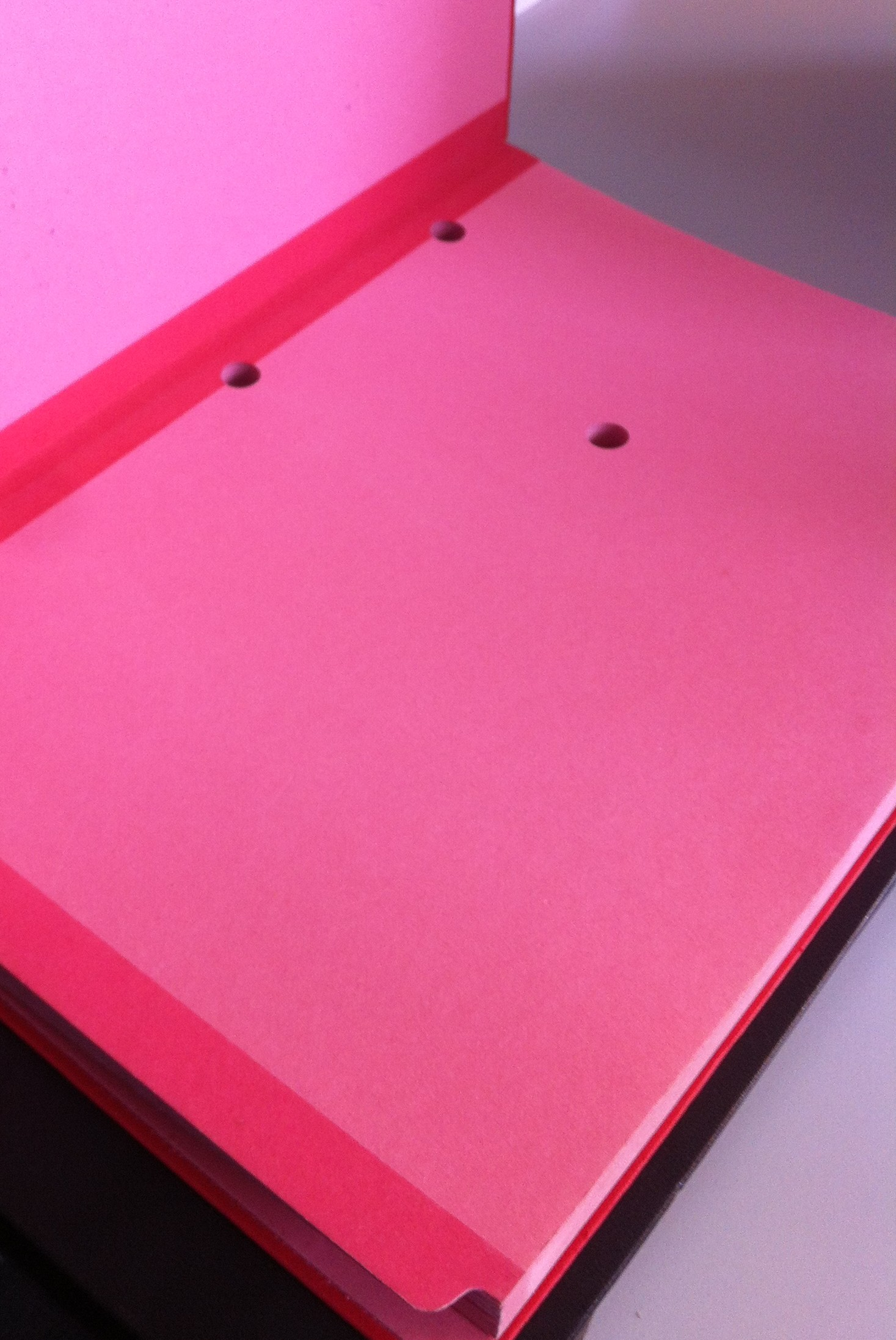
Unterschriftenmappe

Eine Unterschriftenmappe ist ein Hilfsmittel aus dem Büroalltag. Sie erleichtert das regelmäßige Unterzeichnen von Briefen dadurch, dass ein Sekretär die Dokumente für seinen Vorgesetzten vorbereitet, indem er in jedes Fach einen Brief legt; so braucht der Unterzeichner nur noch durchzublättern.

## Aufbau
Die Pappseiten sind mit Löschpapier beschichtet, so dass nach dem Zuklappen Unterschriften mit Tinte nicht verschmieren. An der Unterkante ist die Pappe meist unterschiedlich lang abgeschnitten, um das Blättern zu erleichtern. Außerdem werden in die Pappe Löcher eingestanzt, um von der ersten Seite aus durch alle Löcher hindurch erkennen zu können, ob in einem hinteren Fach noch Blätter liegen. Neuere Exemplare haben zur Beschriftung ein kleines Sichtfenster auf der Vorderseite.
Anders als beim Pultordner sind die einzelnen Fächer in einer Unterschriftenmappe weder nummeriert noch mit den Buchstaben von A bis Z versehen.